# Cliffortia amplexistipula
Cliffortia amplexistipula är en rosväxtart som beskrevs av Rudolf Schlechter. Cliffortia amplexistipula ingår i släktet Cliffortia och familjen rosväxter. Inga underarter finns listade i Catalogue of Life.